# Chemin de fer touristique
Ne doit pas être confondu avec Petit train routier touristique.
 (août 2009).
Si vous disposez d'ouvrages ou d'articles de référence ou si vous connaissez des sites web de qualité traitant du thème abordé ici, merci de compléter l'article en donnant les références utiles à sa vérifiabilité et en les liant à la section « Notes et références ».
 (26 novembre 2017).

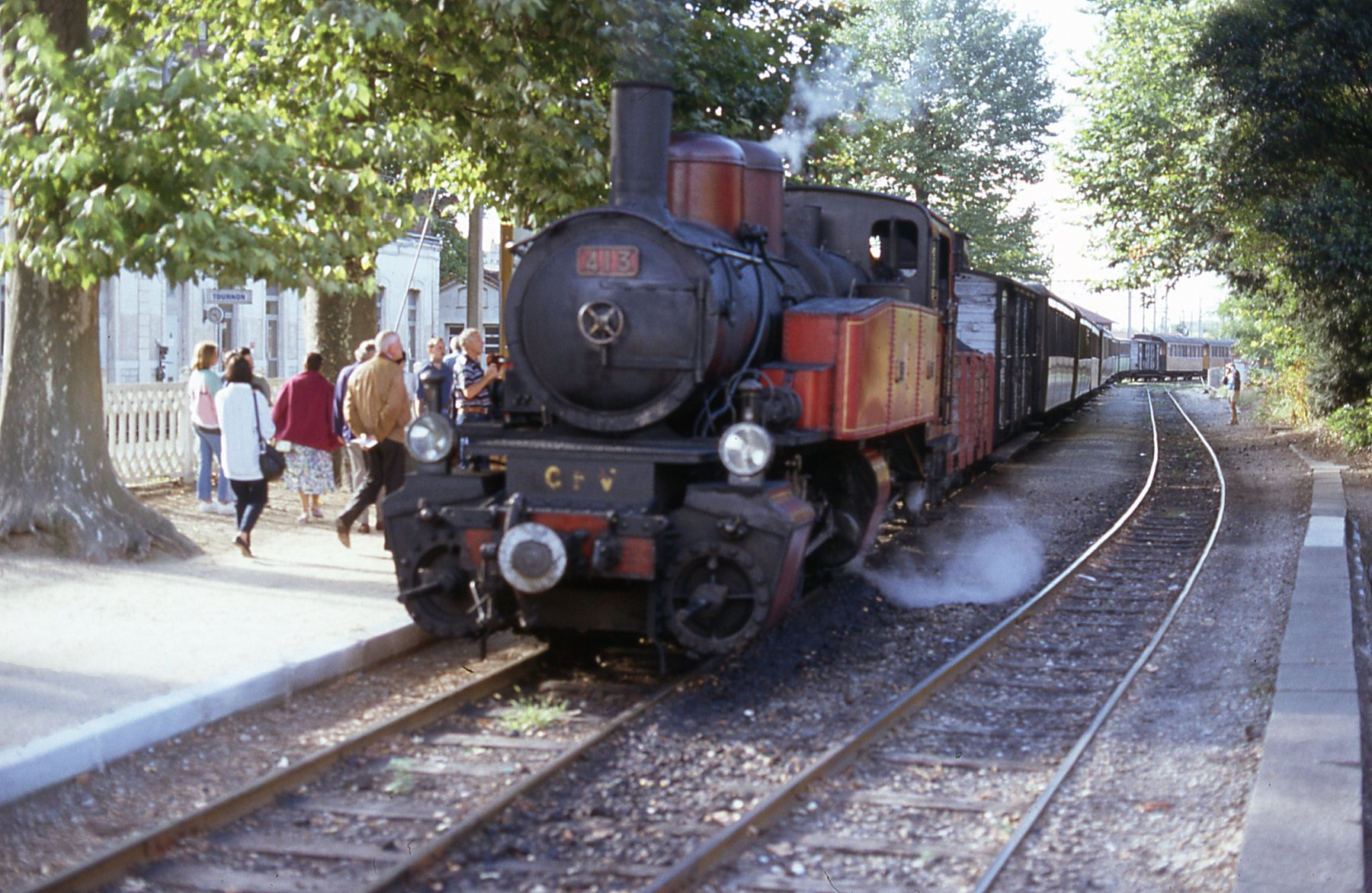
Un train du chemin de fer du Vivarais au départ de Tournon, dans les emprises de la gare SNCF

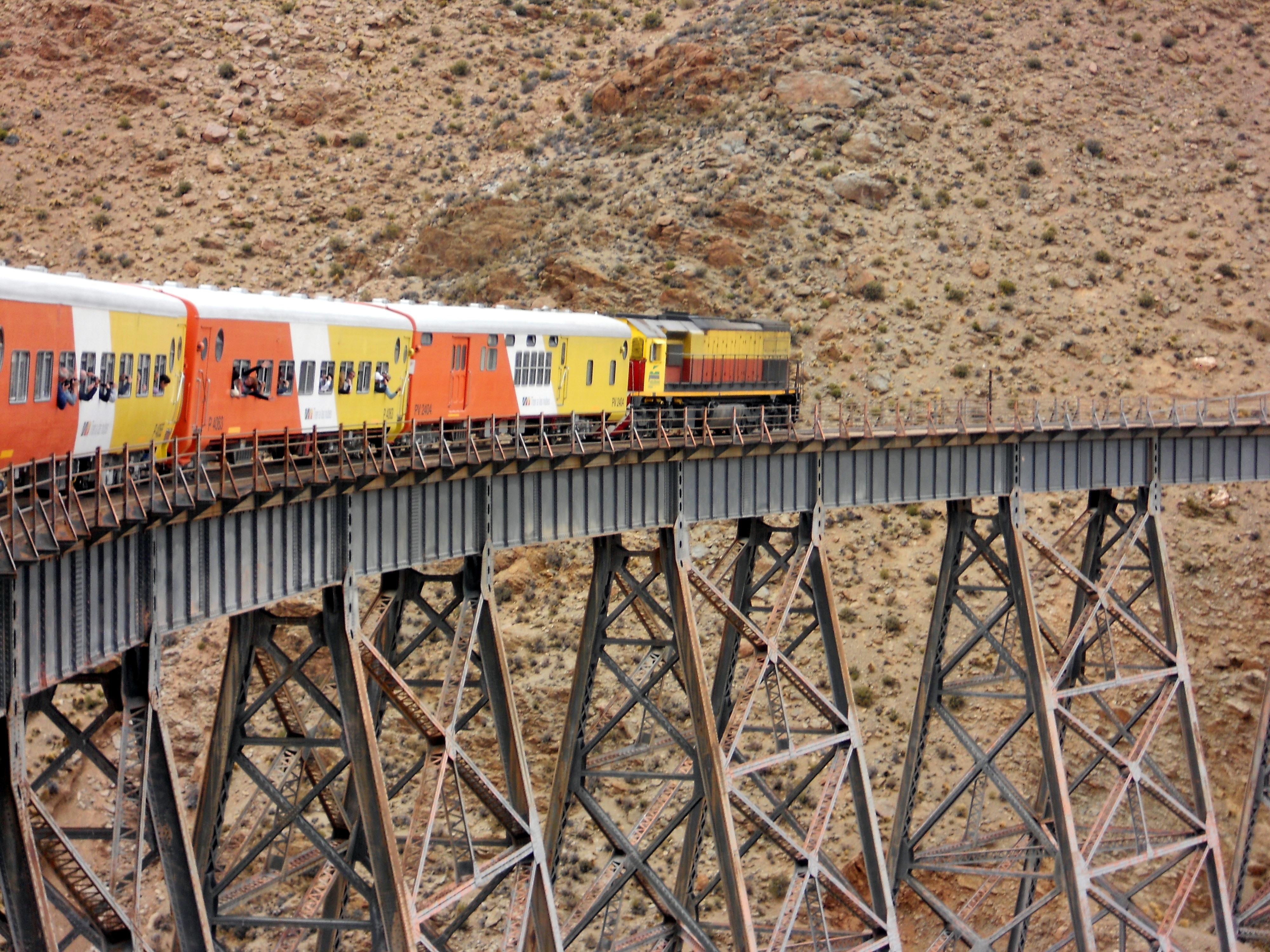
Train des nuages, Salta (Argentine)

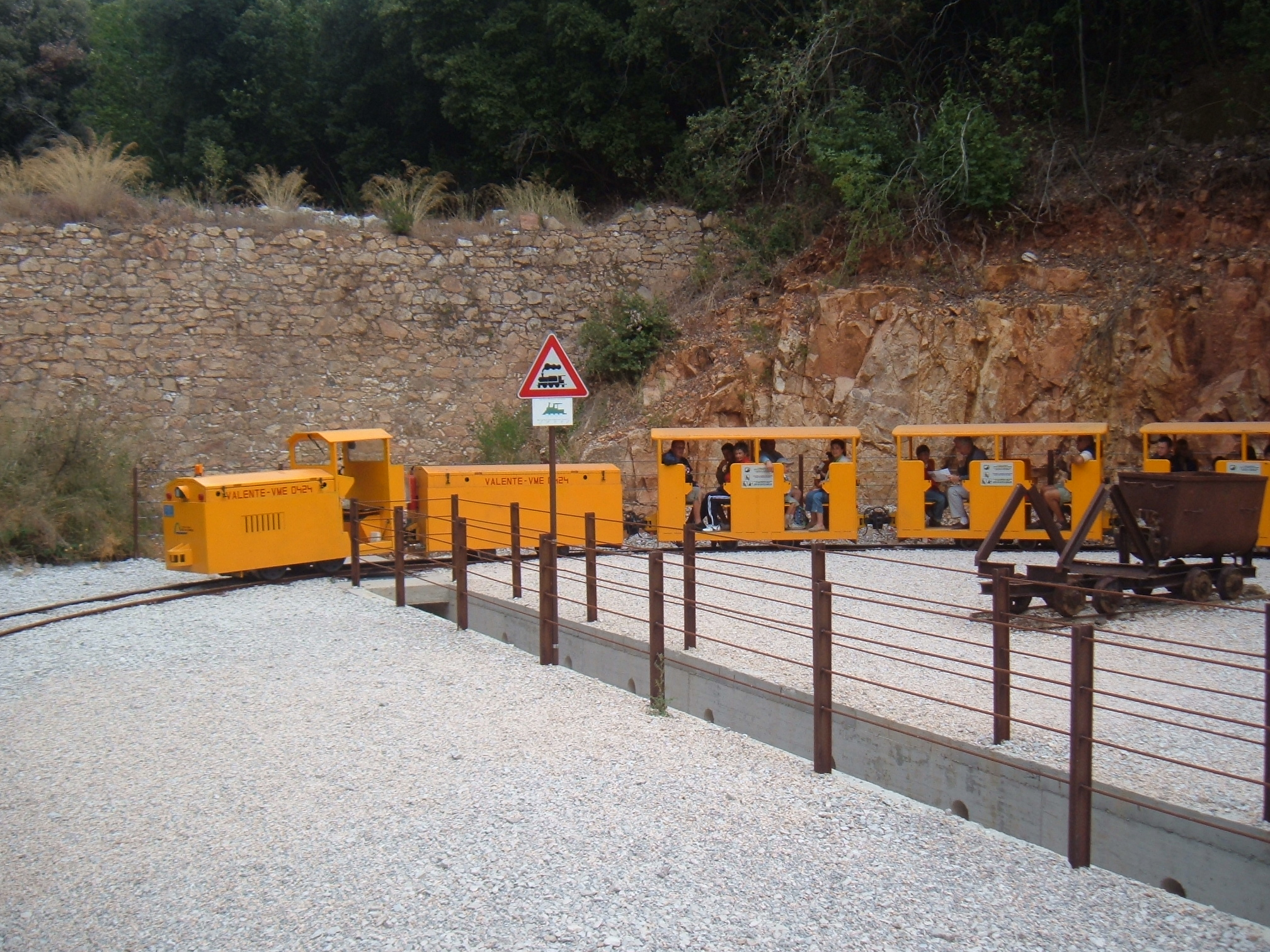
Chemin de fer minier à Campiglia Marittima (Italie), servant à faire visiter la mine de Temperino aux touristes.

Un train touristique, ou un chemin de fer touristique,  est une infrastructure ferroviaire, la plupart du temps fermée au service commercial, empruntée par des véhicules souvent anciens et déclassés, dans un but de tourisme ferroviaire, pour faire découvrir au public soit un patrimoine ferroviaire, soit l'environnement de la ligne, soit les deux. 
Le matériel roulant est ainsi composé de locomotives à vapeur, d'autorails, de voitures — notamment avec des banquettes en bois — ou de wagons anciens, etc. Cette rame peut être exploitée sur les voies gérées par un gestionnaire d'infrastructure ferroviaire ou une compagnie ferroviaire, mais la situation la plus fréquente est qu'elle roule sur une ligne fermée à tout service régulier, et désormais consacrée à cette activité de tourisme. 
Certains opérateurs ferroviaires exploitent également des trains réguliers à vocation touristique : il s'agit alors de mettre en avant une particularité de la ligne par la mise en place d'un service adapté : mise en valeur de la ligne, matériel panoramique, offre commerciale adaptée, etc. 
L'exploitation des chemins de fer touristiques peut également assurée par une association dont les bénévoles remplissent les différentes fonctions d'une compagnie ferroviaire. Cela va de l'entretien des voies à la conduite des machines, en passant par la gestion des réservations.
Les pays comprenant le plus de chemins de fer touristiques ont souvent une forte culture ferroviaire. Ainsi en Grande-Bretagne et Irlande, on dénombrait ainsi, en 2009, 174 chemins de fer touristiques.

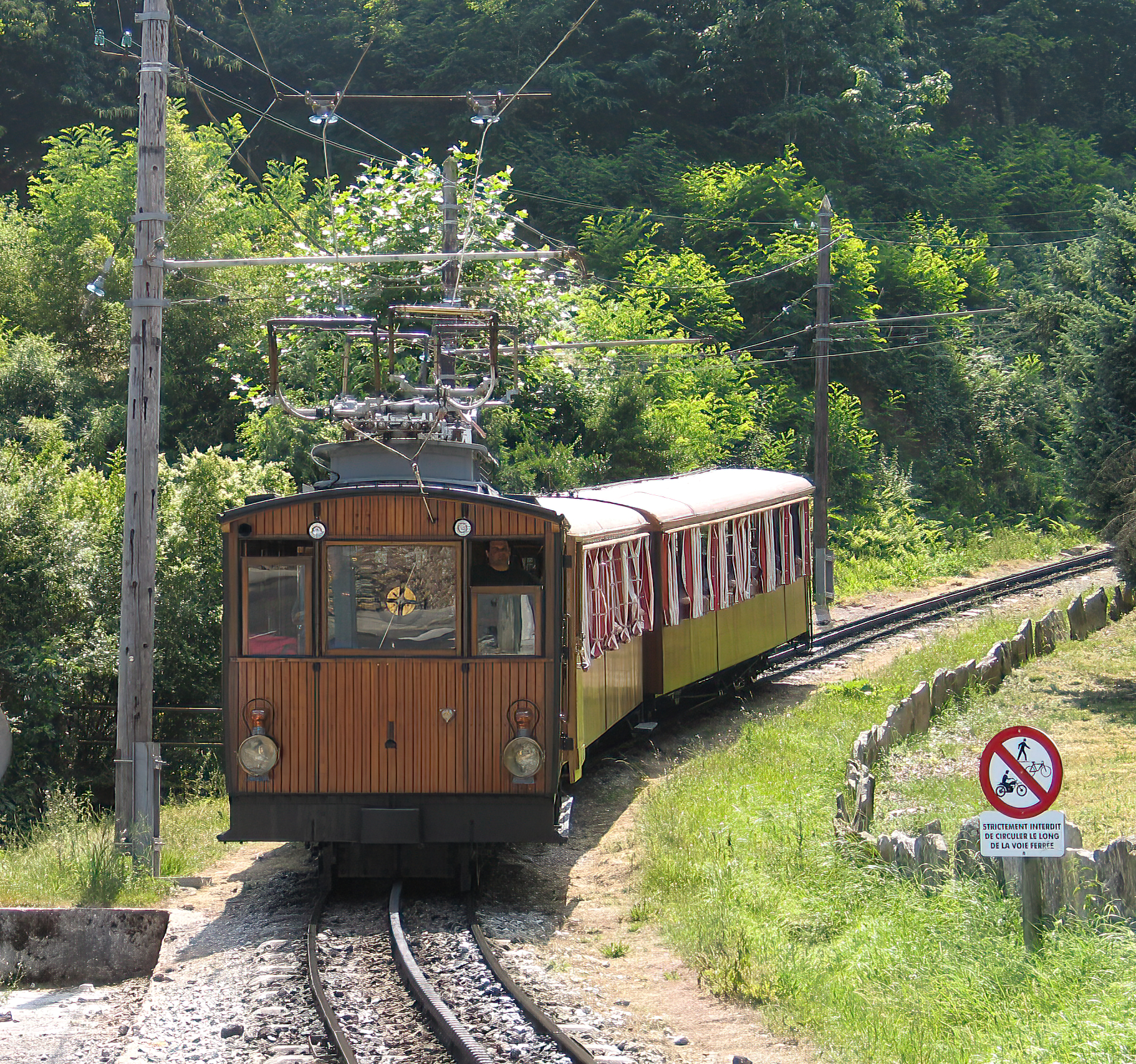
Le train à crémaillère de la Rhune, ouvert en 1924

## Typologie

### Chemins de fer d'excursion
Ce sont les plus anciens[réf. souhaitée] ; leur seul but est de permettre l'accès à un site privilégié, souvent montagnard : Mont Washington, Puy de Dôme, Rigi...
Ils ont été à l'origine de prouesses d'ingénierie pour leur construction mais sont, pour la plupart, toujours en exploitation. Ainsi, le plus ancien, le chemin de fer à crémaillère du Mont Washington, date de 1868[réf. souhaitée].
Outre les chemins de fer d'excursion, les tramways balnéaires, dont le seul but était de desservir des plages ont été des vecteurs touristiques importants. Établis à voie étroite, on en comptait plusieurs en France au début du XXe siècle : Tramway de Rothéneuf, Tramway de Royan...

### Lignes abandonnées, rouvertes pour le tourisme
La première ligne à avoir été exploitée en tant que chemin de fer touristique est celle de Talyllyn[réf. souhaitée], au pays de Galles, ouverte en 1950 sur la ligne d'une ancienne exploitation ardoisière. La seconde est celle du Puffing Billy Railway[réf. souhaitée], en Australie, avec du matériel de 1898. Paradoxalement, elle transporte aujourd'hui bien plus que pendant son service non touristique...
Depuis les années 1960, le déclin du rail en faveur du transport routier a provoqué l'abandon d'une grande quantité d'infrastructures et de matériels. C'est donc spontanément que certains ont cherché à les réutiliser.
En France, c'est une ancienne ligne betteravière à voie d'écartement e 60 cm qui a, la première, été reprise sous la forme d'un train touristique : le tramway de Pithiviers à Toury. La ligne a été rouverte en 1966, deux ans après la dernière campagne betteravière, en utilisant l'ancien matériel du réseau, sommairement aménagé pour le transport du public.
D'une manière générale, le réseau secondaire français s'est avéré une bonne base pour bien des exploitations touristiques, traversant des zones variées, à parfois grand renfort d'ouvrages d'art. Les lignes à voie métrique, particulièrement emblématiques de ce réseau secondaire, formeront des exploitations touristiques parmi les plus fréquentées[réf. souhaitée], telles que le chemin de fer de la baie de Somme (qui était déjà semi-touristique avant sa reprise par une association), du Vivarais ou du train des Pignes (qui partage sa voie avec une ligne régulière).
Quelques années plus tard, ce sont des grandes lignes, à voie normale, abandonnées par leurs anciens exploitants, qui étaient rouvertes. Il s'agit de lignes du réseau secondaire, à voie unique. Ces réouvertures, nécessitant un public nombreux pour en assurer la pérennité, ainsi qu'un matériel important, que ce soit pour la traction ou pour l'entretien, n'ont parfois pas duré plus de quelques saisons. Les difficultés financières malgré un succès touristique évident sont aussi à l'origine de fermetures retentissantes : Quercyrail en 2003, Chemin de fer du Vivarais en 2008, etc.
À l'inverse, au Royaume-Uni, l'enthousiasme est tel que certains reconstruisent des lignes supprimées voilà plus de trente ans et avec succès, comme le Welsh Highland Railway (en), dont la ligne de 40 miles, fermée dans les années 1930, a été (re)construite en 2009. En parallèle, en Suisse et en Allemagne, la construction de machines à vapeur entièrement neuves n'est plus exceptionnelle.

### Lignes créées
Ligne créées sur le territoire d'une commune
Le Tramway touristique du Cap Ferret ouvre en 1952, il est construit à voie de 60 et traction Diesel. Le chemin de fer touristique de Meyzieu est mis en service dix ans plus tard, mais en traction à vapeur.
Lignes créées dans des parcs
C'est le cas d'un des premiers chemins de fer touristiques français, établi en 1956 dans un parc d'attraction à Meaux, qui utilisait une machine à vapeur et quelques baladeuses, sur un anneau de voie étroite. Depuis, quelques grands parcs d'attraction (Disneyland Paris à Marne la Vallée) ou de plus modestes jardins publics (parc Pasteur, à Orléans[réf. souhaitée]) ont été équipés de lignes touristiques, à des écartements variés. Le parcours d'une ligne a quelquefois été intégré dès la conception du parc, comme c'est le cas du Chemin de fer des Chanteraines.

## Objectifs

### Rôle touristique

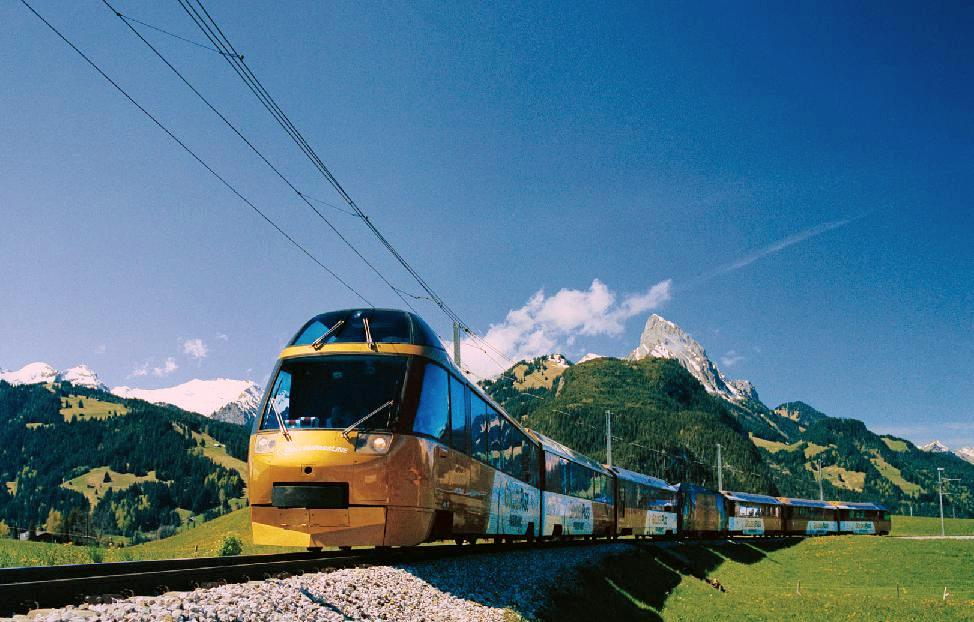
Rame Golden Pass Panoramic, exploitée en Suisse.

Certains trains sont exploités pour l'intérêt de leur parcours, de leur destination, ou pour leur réputation. Ces trains peuvent être ou non composés de matériel ancien préservé. 
Parmi les exemples de parcours, le California Zephyr, composé de matériel moderne, dont des voitures panoramiques, assure ainsi la traversée des États-Unis, de Chicago à Los Angeles. Il en va de même du Transsibérien, entre Moscou et Vladivostok. Le Venise-Simplon-Orient-Express, quant à lui, circule depuis 1982. Composé de matériels anciens réaménagés, il dessert Calais, Paris et Venise, voire Vienne, Bucarest ou Istanbul. La Suisse innove depuis quelques années avec des trains comportant des voitures touristiques, à vue panoramique. Sur certaines lignes, elles peuvent même être placées devant la locomotive afin d'offrir une vue sur la voie. Le Train jaune dans les Pyrénées françaises, c'est une ligne en service commercial classique qui a fini par développer un attrait touristique, en raison de la beauté des sites qu'elle traverse et de particularités techniques (viaducs remarquables, matériel roulant original) ; ainsi, les voyageurs réguliers utilisant la ligne pour se déplacer se mélangent-ils aux touristes venus seulement pour l'infrastructure elle-même. 
En plus du seul voyage, un certain nombre d'éléments sont souvent proposés. Il peut s'agir d'un commentaire historique sur les lieux traversés, ou bien d'une visite de musée, ferroviaire ou non. Le train touristique peut être un élément attractif à lui seul et il peut concerner économiquement parlant une zone relativement vaste. C'était le cas du chemin de fer du Vivarais, dont la suspension d'activité a entraîné la fermeture de plusieurs commerces locaux[réf. souhaitée].

### Rôle patrimonial

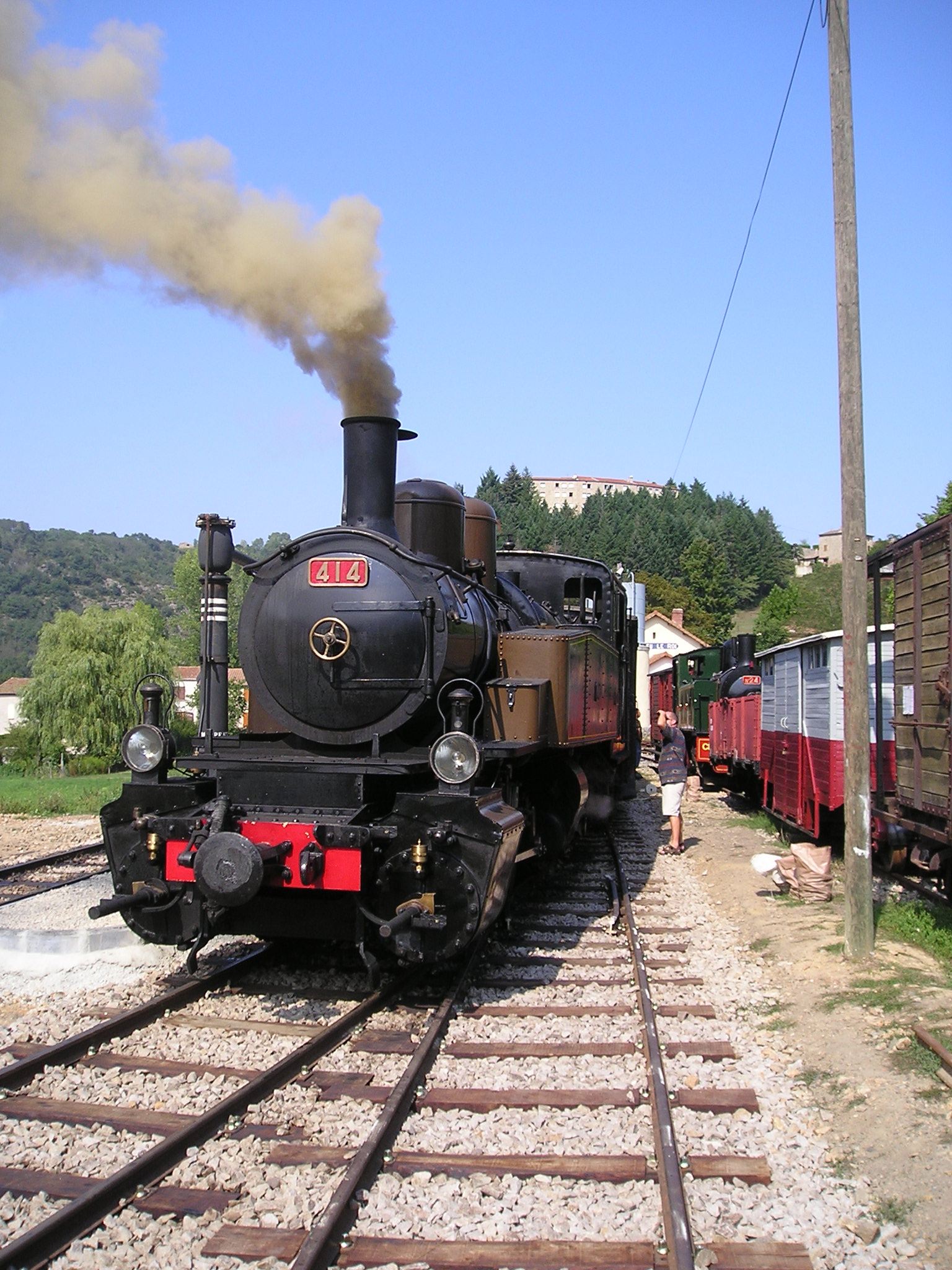
Locomotive Mallet du chemin de fer du Vivarais, préservée par des passionnés.

Faire circuler une locomotive à vapeur à notre époque relève de l'anachronisme. Il arrive que des passionnés ou des entreprises ferroviaires préservent un matériel roulant, afin de le faire rouler sur les voies d'une compagnie ferroviaire ou d'un  gestionnaire d'infrastructure ferroviaire et ainsi proposer au public de revivre l'ambiance des trains d'autrefois. Si beaucoup des matériels préservés sont des locomotives à vapeur, on trouve toutes sortes de matériels apte à rouler sur des voies de divers écartements. Cela ne va pas sans poser de problème parfois, car, en France, l'évolution des chemins de fer s'est souvent faite sans compatibilité rétrograde. Cela se traduit par des difficultés ou des imprévus divers : les locomotives à vapeur doivent, par exemple, se recharger en eau aux hydrants, les anciens systèmes d'approvisionnement ayant disparu.  
Parfois, cela dépasse le simple cadre de la machine et tout un ensemble ancien est préservé, comme c'est le cas au musée vivant du chemin de fer à Longueville (Seine-et-Marne), qui entretient ses machines dans un ancien dépôt de locomotives. Certains ont été jusqu'à préserver d'anciens ateliers complets afin de présenter non seulement les machines et le matériel remorqué, mais également leur environnement technique d'époque, comme à Saint-Symphorien-des-Landes où un atelier abandonné en l'état dans les années 1960 est classé monument historique[réf. souhaitée]. 
Exploiter une ligne construite il y a plus d'un siècle relève également de l'histoire locale : c'est grâce au chemin de fer que de nombreuses villes se sont construites et développées. La gare, même fermée ou disparue, est toujours un point de repère, car la rue qui y menait, ou le tracé de la ligne, subsistent. La réouverture de « la » ligne, même pour le seul plaisir, est vécue comme un événement local fort[réf. souhaitée].
Enfin, pour les anciennes lignes industrielles, qui constituent la majorité des trains touristiques français à voie étroite, c'est tout simplement une des rares manières de conserver leur souvenir, les quelques bâtiments ayant été réutilisés et les plateformes récupérées à la faveur de réaménagements routiers.

## Gouvernance
Les chemins de fer touristiques sont pour la plupart initiés par des associations locales souhaitant préserver le patrimoine technique ferroviaire, qui sollicitent ensuite les acteurs ferroviaires, politiques et économiques locaux. 

## Réglementations

### En France
En France, le fait que les chemins de fer touristiques sont, dans leur grande majorité, exploités par des bénévoles, s'est concrétisé, en 2005, par la mise en place d'une structure de contrôle de l'État : le Service technique des remontées mécaniques et des transports guidés (STRMTG). 
Ce service publie des référentiels techniques pour les chemins de fer touristiques et les cyclo-draisines. Par l'intermédiaire de Bureaux Inter-régionaux (BIRMTG), il contrôle régulièrement le niveau de sécurité des exploitations hors du réseau ferré national.
En 2006, on dénombrait 77 chemins de fer touristiques et 20 vélorails ouverts au public. On estimait leur fréquentation à un peu plus de 3 millions de voyageurs (seuls 52 réseaux ayant transmis des chiffres).
En 2009, les 38 réseaux exploités en vélorails ont eu une fréquentation estimée de 380 000 voyageurs, en augmentation de 118 % par rapport à l'année précédente.

## Autres appellations

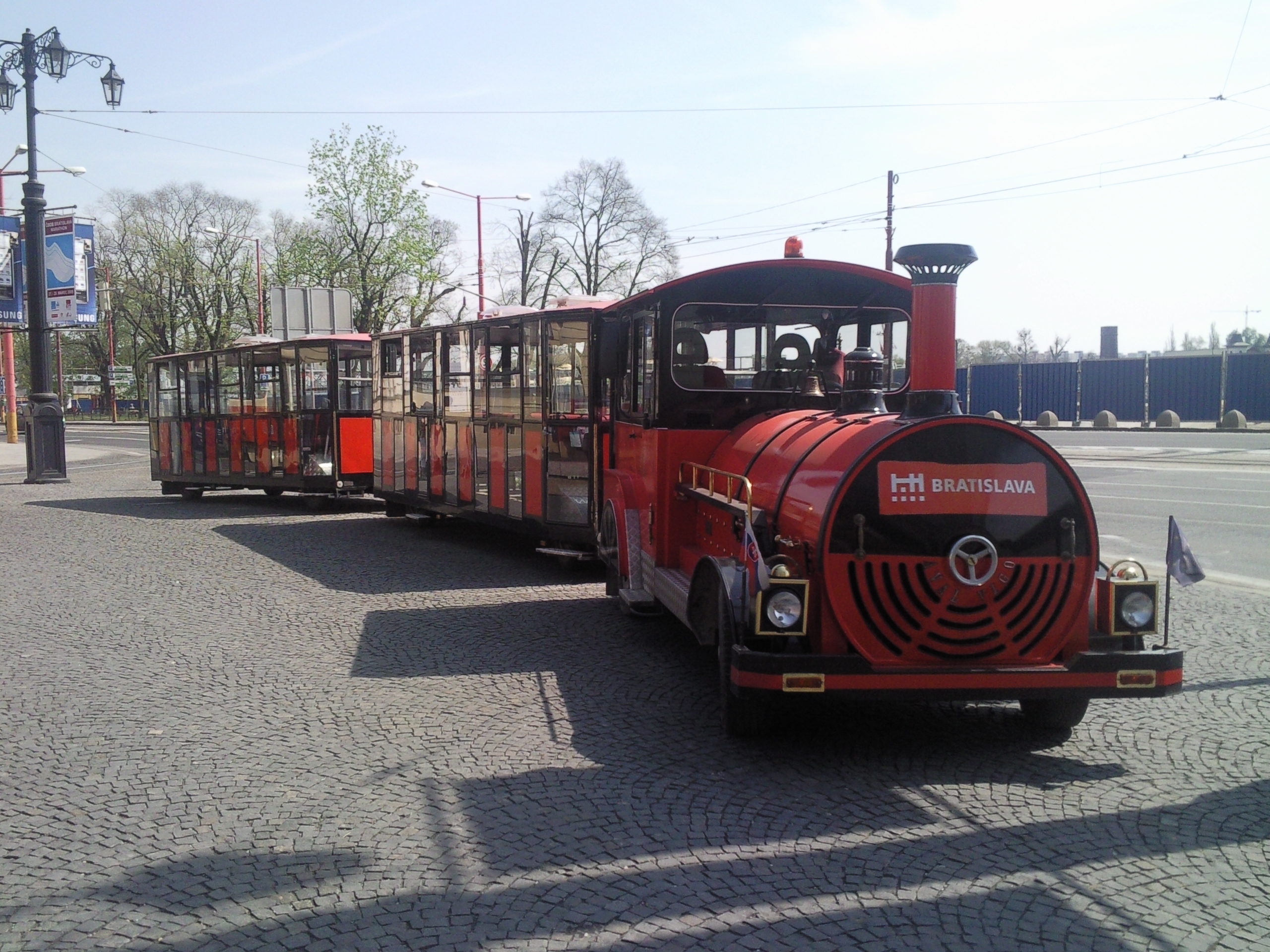
« Train touristique » sur pneus, à Bratislava.

On appelle également train touristique les petits trains urbains sur pneus, qui permettent de faire découvrir une ville ou un site à un public. Ces trains n'ont souvent de train que le nom (le fait que les remorques soient attelées entre elles) et que l'ensemble soit décoré pour rappeler le monde ferroviaire.